# Championnats du monde de gymnastique artistique 2009
Navigation
Édition précédente Édition suivante

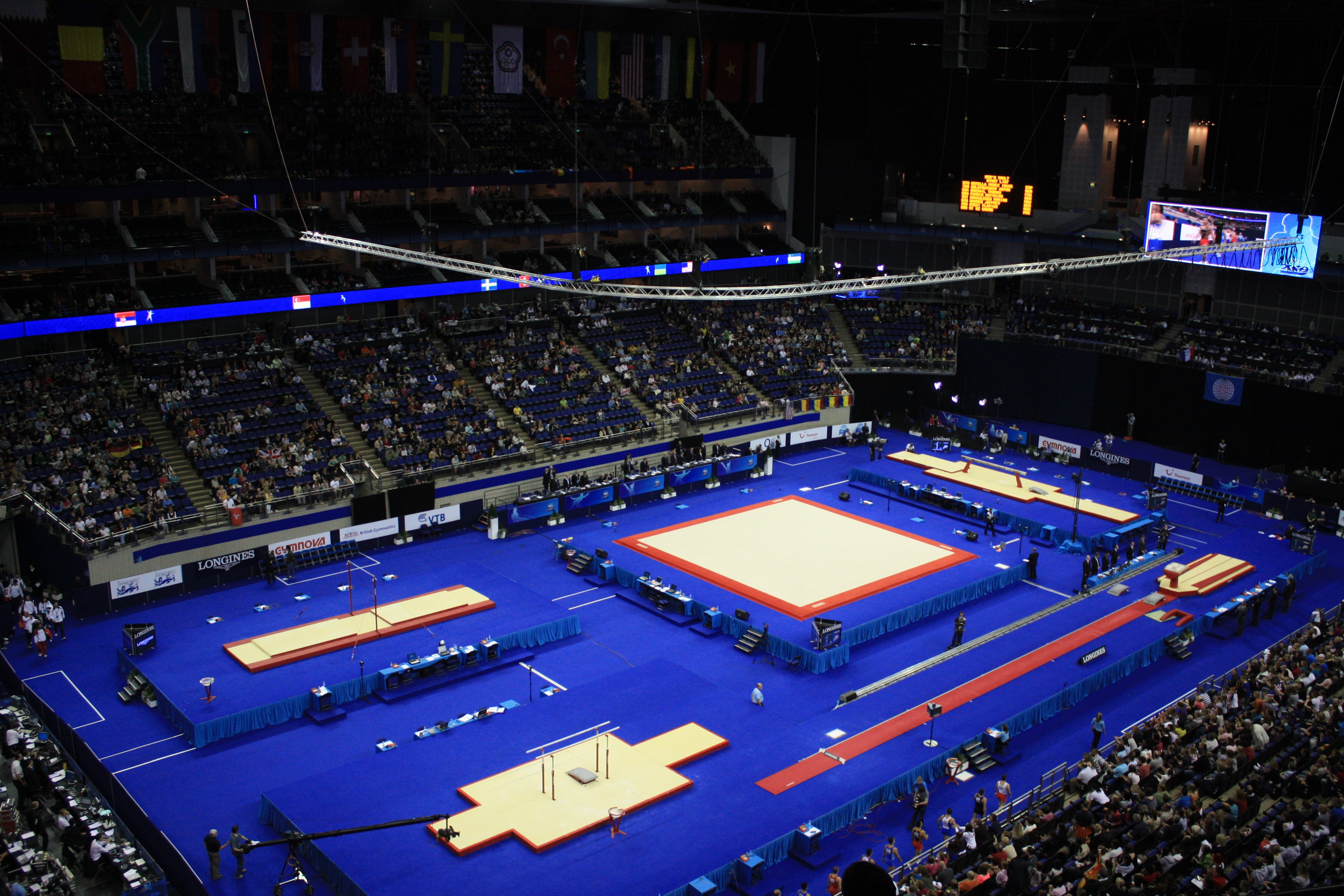
Le Dôme du millénaire

Le 41e championnat du monde de gymnastique artistique a lieu à Londres au Royaume-Uni du 13 au 18 octobre 2009. Pour cette édition, il n'y a pas de compétition par équipe. Son format est identique à celui des Championnats du monde de gymnastique artistique 2005 qui avait eu lieu à Melbourne. Le championnat commence par le tour de qualification (compétition 1), qui détermine les 24 hommes et 24 femmes qui disputent la finale du concours général individuel (compétition 2) ainsi que les huit meilleurs concurrents à chaque agrès qui participent aux finales par engins (compétition 3).
C'est la première fois que Londres accueille les Championnats du monde de gymnastique artistique, préparant ainsi les Jeux olympiques de 2012 qui utilisent par la suite le même lieu pour cette discipline, le Dôme du millénaire. Dans ce lieu, la compétition aurait dû s'intercaler entre les deux parties de la tournée This Is It, celle-ci ayant été annulée à la suite de la mort de Michael Jackson le 25 juin 2009.

## Programme
| - Mardi 13 octobre : - Qualifications hommes - Mercredi 14 octobre : - Qualifications femmes - Jeudi 15 octobre : - Finale du concours général individuel hommes - Vendredi 16 octobre : - Finale du concours général individuel femmes | - Samedi 17 octobre : - Finale hommes au sol - Finale hommes au cheval d'arçon - Finale hommes aux anneaux - Finale femmes au saut - Finale femmes aux barres asymétriques | - Dimanche 18 octobre : - Finale hommes au saut - Finale hommes aux barres parallèles - Finale hommes à la barre fixe - Finale femmes à la poutre - Finale femmes au sol |

## Podiums
| Épreuves                                        | Or                      | Argent                | Bronze                                |
| ----------------------------------------------- | ----------------------- | --------------------- | ------------------------------------- |
| Hommes                                          |                         |                       |                                       |
| Concours général individuel résultats détaillés | Kohei Uchimura (JPN)    | Daniel Keatings (GBR) | Yury Ryazanov (RUS)                   |
| Sol résultats détaillés                         | Marian Drăgulescu (ROU) | Zou Kai (CHN)         | Alexander Shatilov (ISR)              |
| Cheval d'arçons résultats détaillés             | Zhang Hongtao (CHN)     | Krisztián Berki (HUN) | Prashanth Sellathurai (AUS)           |
| Anneaux résultats détaillés                     | Yan Mingyong (CHN)      | Yordan Yovchev (BUL)  | Oleksandr Vorobyov (UKR)              |
| Saut de cheval résultats détaillés              | Marian Drăgulescu (ROU) | Flavius Koczi (ROU)   | Anton Golotsutskov (RUS)              |
| Barres parallèles résultats détaillés           | Wang Guanyin (CHN)      | Feng Zhe (CHN)        | Kazuhito Tanaka (JPN)                 |
| Barre fixe résultats détaillés                  | Zou Kai (CHN)           | Epke Zonderland (NED) | Igor Cassina (ITA)                    |
| Femmes                                          |                         |                       |                                       |
| Concours général individuel résultats détaillés | Bridget Sloan (USA)     | Rebecca Bross (USA)   | Koko Tsurumi (JPN)                    |
| Saut de cheval résultats détaillés              | Kayla Williams (USA)    | Ariella Kaeslin (SUI) | Youna Dufournet (FRA)                 |
| Barres asymétriques résultats détaillés         | He Kexin (CHN)          | Koko Tsurumi (JPN)    | Ana Porgras (ROU) Rebecca Bross (USA) |
| Poutre résultats détaillés                      | Deng Linlin (CHN)       | Lauren Mitchell (AUS) | Ivana Hong (USA)                      |
| Sol résultats détaillés                         | Elizabeth Tweddle (GBR) | Lauren Mitchell (AUS) | Sui Lu (CHN)                          |

## Résultats détaillés

### Hommes

#### Concours général individuel
| Rang               | Gymnaste                    | Sol    | Cheval d'arçon | Anneaux | Saut   | Barres parallèles | Barre fixe | Total  |
| ------------------ | --------------------------- | ------ | -------------- | ------- | ------ | ----------------- | ---------- | ------ |
| Médaille d'or      | Kohei Uchimura (JPN)        | 15.625 | 14.900         | 15.225  | 16.050 | 14.725            | 14.975     | 91.500 |
| Médaille d'argent  | Daniel Keatings (GBR)       | 14.250 | 15.500         | 14.200  | 15.450 | 15.050            | 14.475     | 88.925 |
| Médaille de bronze | Yury Ryazanov (RUS)         | 14.825 | 13.400         | 14.825  | 15.925 | 14.925            | 14.500     | 88.400 |
| 4                  | Kazuhito Tanaka (JPN)       | 14.650 | 13.200         | 15.075  | 15.400 | 15.075            | 14.900     | 88.300 |
| 5                  | Maksim Devyatovskiy (RUS)   | 15.000 | 13.425         | 15.075  | 14.875 | 14.550            | 14.550     | 87.475 |
| 6                  | Kristian Thomas (GBR)       | 15.000 | 13.600         | 14.575  | 15.800 | 13.975            | 14.400     | 87.350 |
| 7                  | Timothy McNeill (USA)       | 14.500 | 15.000         | 14.325  | 15.300 | 14.200            | 13.825     | 87.150 |
| 8                  | Benoît Caranobe (FRA)       | 14.025 | 14.150         | 14.750  | 16.025 | 13.000            | 14.225     | 86.175 |
| 9                  | Mykola Kuksenkov (UKR)      | 15.050 | 14.600         | 14.400  | 14.400 | 14.200            | 13.475     | 86.125 |
| 10                 | Enrico Pozzo (ITA)          | 14.750 | 13.625         | 14.025  | 15.350 | 14.075            | 14.275     | 86.100 |
| 11                 | Alexander Shatilov (ISR)    | 15.225 | 14.075         | 14.225  | 15.350 | 14.350            | 12.600     | 85.825 |
| 12                 | Marcel Nguyen (GER)         | 15.075 | 13.425         | 14.525  | 15.325 | 13.200            | 14.225     | 85.775 |
| 13                 | Jorge Hugo Giraldo (COL)    | 13.250 | 13.350         | 14.125  | 15.225 | 14.975            | 14.150     | 85.075 |
| 13                 | Roman Gisi (SUI)            | 14.225 | 13.875         | 14.175  | 15.125 | 13.525            | 14.150     | 85.075 |
| 15                 | Manuel Almeida Campos (POR) | 14.875 | 12.850         | 14.075  | 14.550 | 14.550            | 14.000     | 84.900 |
| 16                 | Nicolas Boeschenstein (SUI) | 14.425 | 11.775         | 14.250  | 15.600 | 14.625            | 14.100     | 84.775 |
| 17                 | Jonathan Horton (USA)       | 13.775 | 11.100         | 14.900  | 15.750 | 15.125            | 13.650     | 84.300 |
| 18                 | Ildar Valeiev (KAZ)         | 13.525 | 13.225         | 14.725  | 15.250 | 13.900            | 13.575     | 84.200 |
| 19                 | Sérgio Sasaki (BRA)         | 13.925 | 13.800         | 14.000  | 15.275 | 13.500            | 13.650     | 84.150 |
| 19                 | Sergio Muñoz (ESP)          | 14.675 | 11.750         | 14.625  | 15.975 | 13.100            | 14.025     | 84.150 |
| 21                 | Luis Rivera (PUR)           | 13.500 | 14.075         | 14.800  | 15.325 | 13.425            | 12.925     | 84.050 |
| 22                 | Artsiom Bykau (BLR)         | 13.525 | 13.125         | 14.200  | 15.225 | 13.425            | 13.450     | 82.950 |
| 23                 | Luis Vargas Velazquez (PUR) | 14.000 | 10.900         | 13.350  | 15.100 | 14.725            | 14.125     | 82.200 |
| 24                 | Federico Molinari (ARG)     | 14.050 | 13.225         | 14.300  | 14.175 | 12.575            | 13.475     | 81.800 |

#### Sol

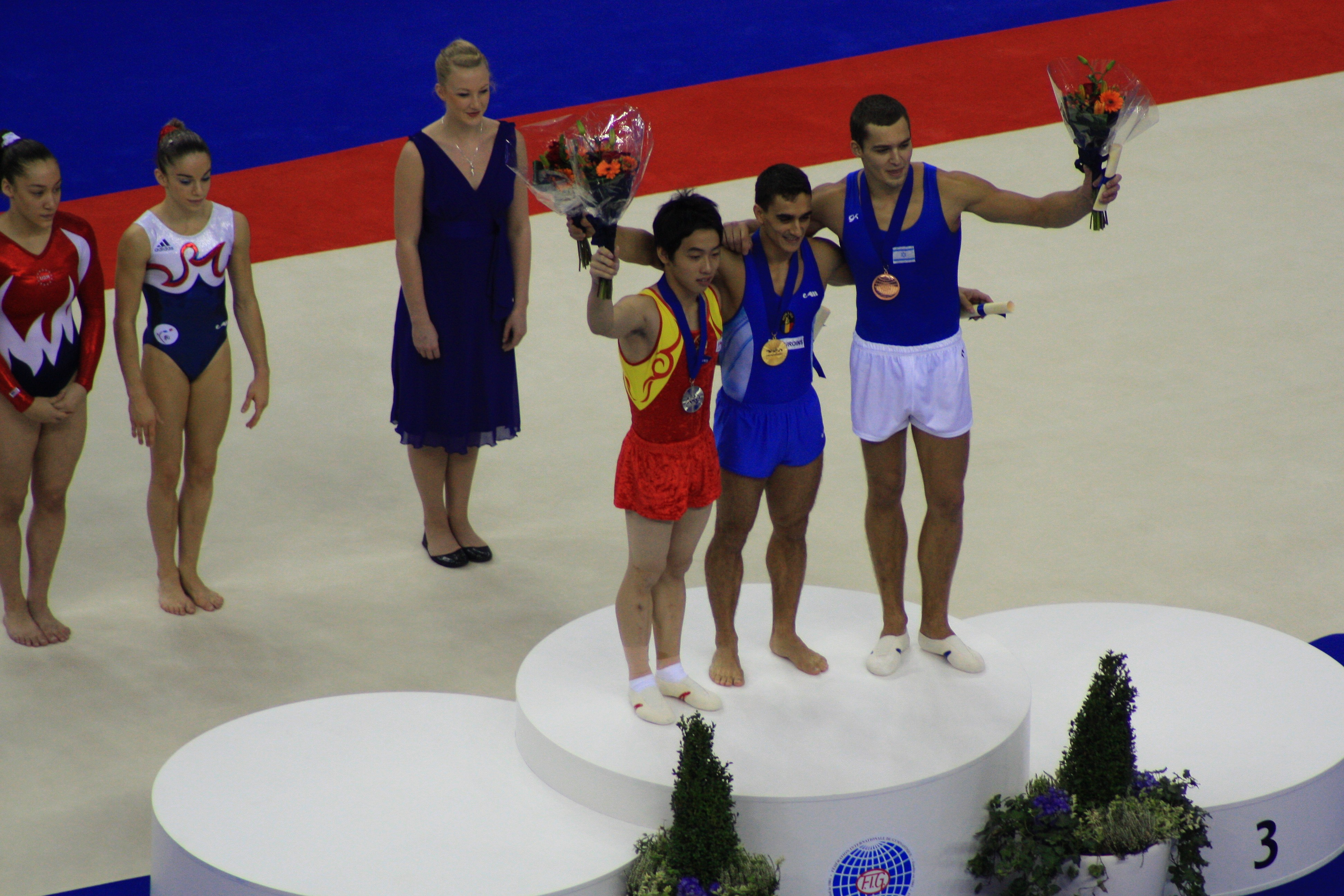
Podium du sol masculin

| Rang               | Gymnaste                 | Score D | Score E | Pén. | Total  |
| ------------------ | ------------------------ | ------- | ------- | ---- | ------ |
| Médaille d'or      | Marian Drăgulescu (ROU)  | 6.6     | 9.100   |      | 15.700 |
| Médaille d'argent  | Zou Kai (CHN)            | 6.8     | 8.875   |      | 15.675 |
| Médaille de bronze | Alexander Shatilov (ISR) | 6.6     | 8.975   |      | 15.575 |
| 4                  | Kohei Uchimura (JPN)     | 6.5     | 9.075   | 0.1  | 15.475 |
| 5                  | Makoto Okiguchi (JPN)    | 6.6     | 8.825   |      | 15.425 |
| 6                  | Matthias Fahrig (GER)    | 6.6     | 8.800   |      | 15.400 |
| 7                  | Tomás González (CHI)     | 6.6     | 8.625   |      | 15.225 |
| 8                  | Steven Legendre (USA)    | 6.2     | 8.750   |      | 14.950 |

#### Cheval d'arçon

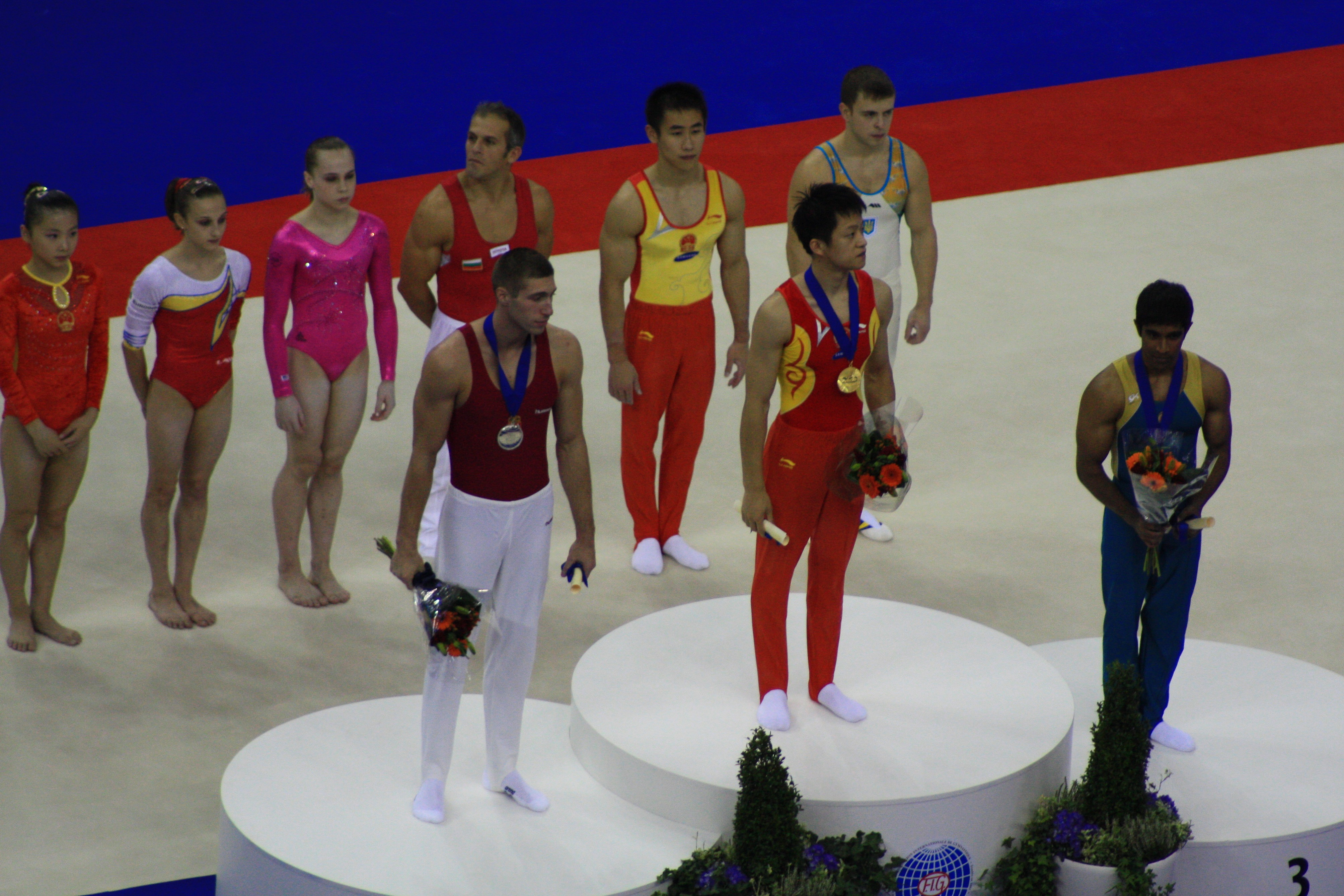
Podium du cheval d'arçon

| Rang               | Gymnaste                    | Score D | Score E | Pén. | Total  |
| ------------------ | --------------------------- | ------- | ------- | ---- | ------ |
| Médaille d'or      | Zhang Hongtao (CHN)         | 6.6     | 9.600   |      | 16.200 |
| Médaille d'argent  | Krisztian Berki (HUN)       | 6.9     | 9.175   |      | 16.075 |
| Médaille de bronze | Prashanth Sellathurai (AUS) | 6.6     | 8.800   |      | 15.400 |
| 4                  | Cyril Tommasone (FRA)       | 6.5     | 8.725   |      | 15.225 |
| 5                  | Timothy McNeill (USA)       | 6.4     | 8.750   |      | 15.150 |
| 6                  | Flavius Koczi (ROU)         | 6.6     | 8.375   |      | 14.975 |
| 7                  | Robert Seligman (CRO)       | 6.1     | 8.650   |      | 14.750 |
| 8                  | Louis Smith (GBR)           | 6.6     | 7.850   |      | 14.450 |

#### Anneaux

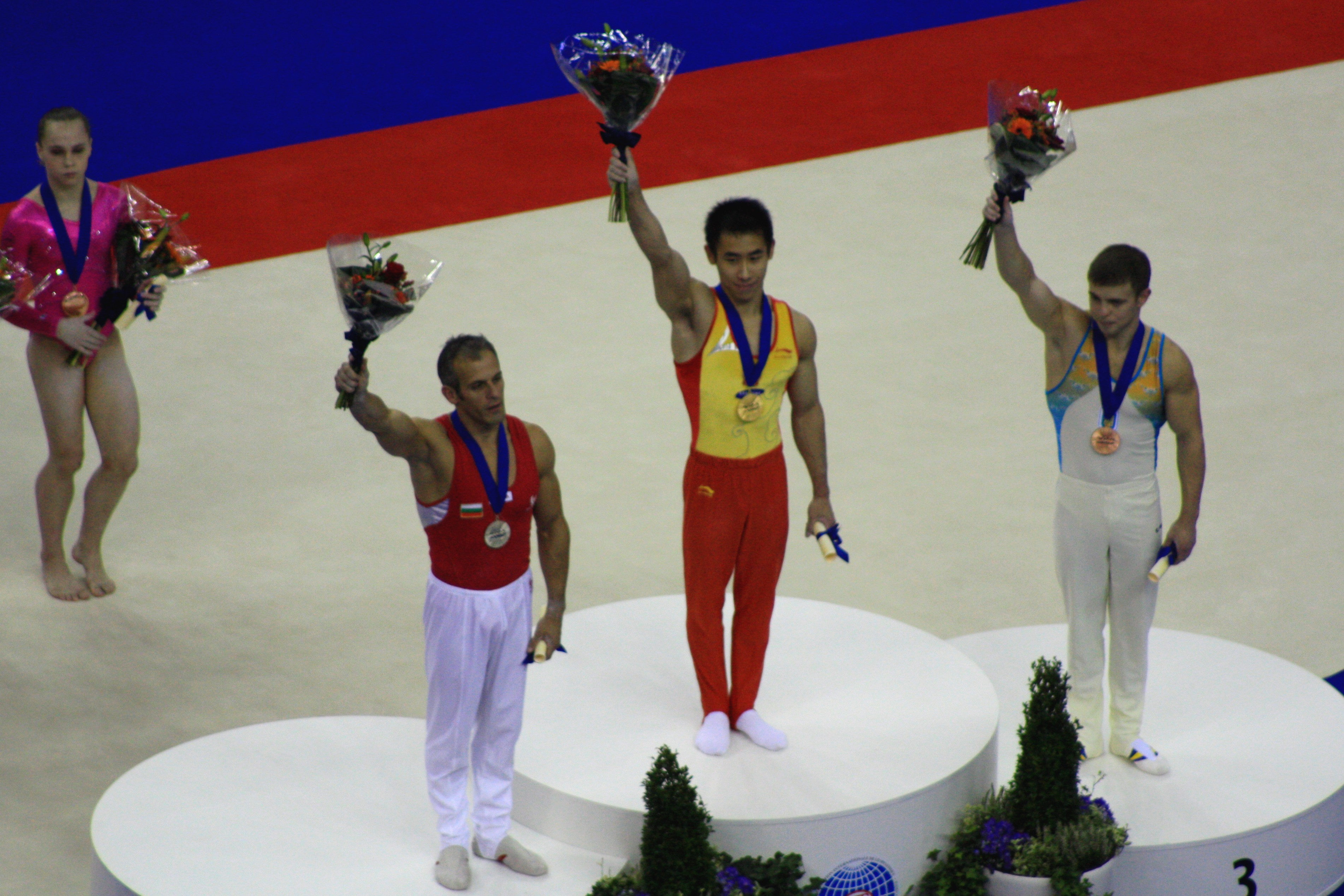
Podium des anneaux

| Rang               | Gymnaste                       | Score D | Score E | Pén. | Total  |
| ------------------ | ------------------------------ | ------- | ------- | ---- | ------ |
| Médaille d'or      | Yan Mingyong (CHN)             | 6.8     | 8.875   |      | 15.675 |
| Médaille d'argent  | Jordan Jovtchev (BUL)          | 6.7     | 8.875   |      | 15.575 |
| Médaille de bronze | Oleksandr Vorobiov (UKR)       | 6.8     | 8.750   |      | 15.550 |
| 4                  | Arthur Zanetti (BRA)           | 6.5     | 8.825   |      | 15.325 |
| 4                  | George Robert Stanescu (ROU)   | 6.8     | 8.525   |      | 15.325 |
| 6                  | Matteo Morandi (ITA)           | 6.7     | 8.600   |      | 15.300 |
| 7                  | Samir Ait Said (FRA)           | 6.7     | 8.550   |      | 15.250 |
| 8                  | Danny Pinheiro-Rodrigues (FRA) | 7.1     | 7.650   |      | 14.750 |

#### Saut de cheval

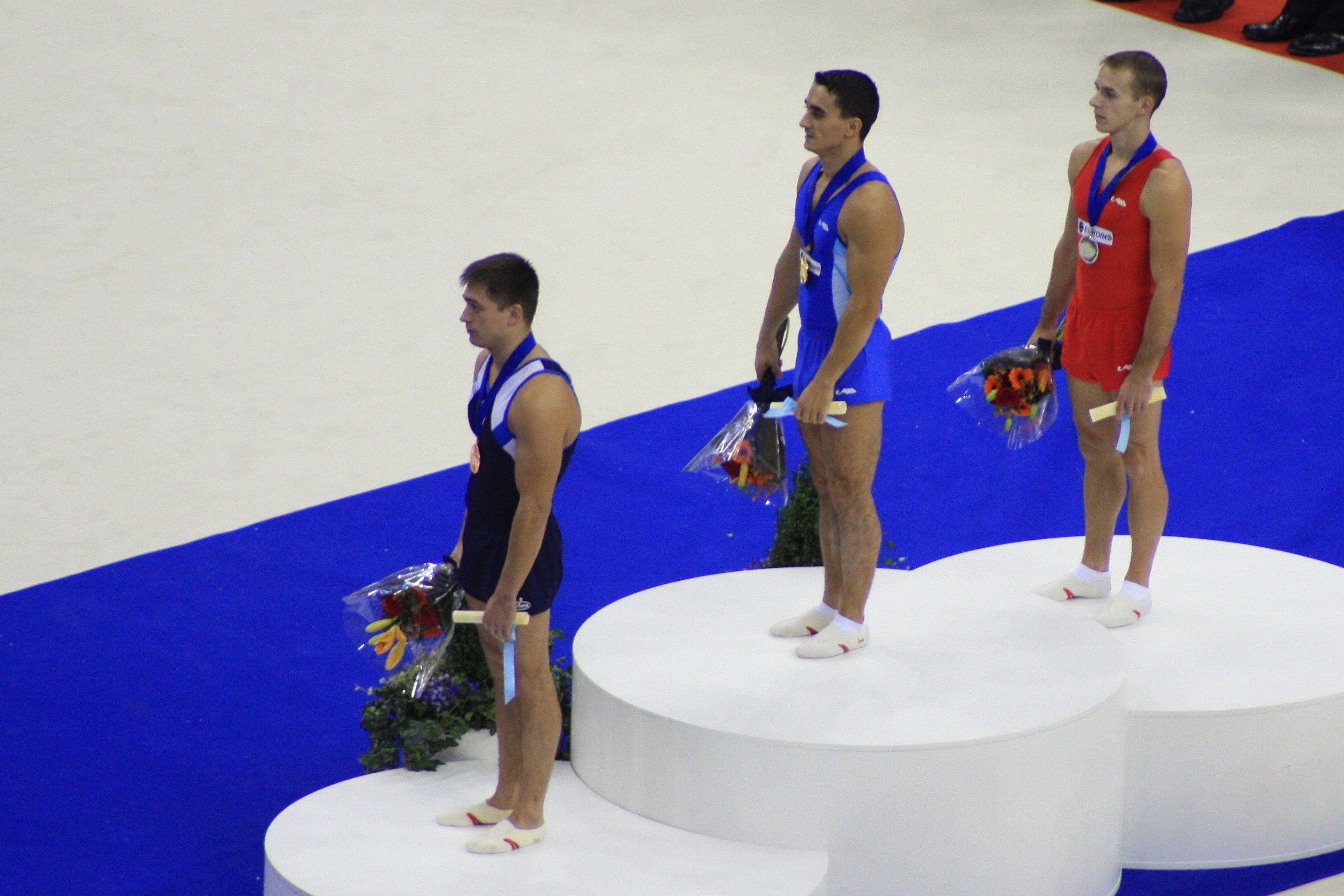
Podium du saut de cheval masculin

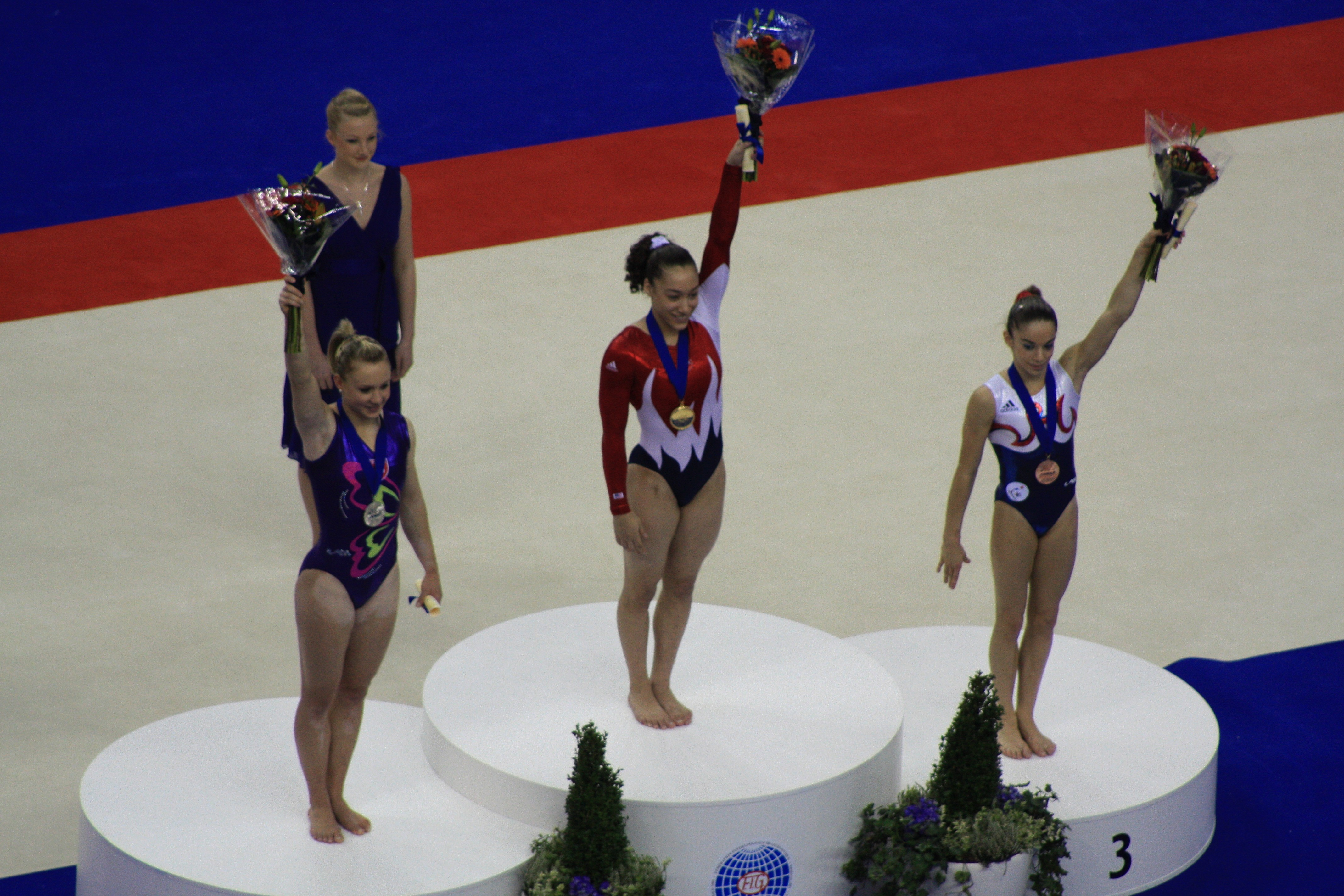
Podium du saut de cheval féminin

| Rang               | Gymnaste                  | Saut 1  | Saut 1  | Saut 1 | Saut 1 | Saut 2  | Saut 2  | Saut 2 | Saut 2 | Total  |
| Rang               | Gymnaste                  | Score D | Score E | Pén.   | Score  | Score D | Score E | Pén.   | Score  | Total  |
| ------------------ | ------------------------- | ------- | ------- | ------ | ------ | ------- | ------- | ------ | ------ | ------ |
| Médaille d'or      | Marian Drăgulescu (ROU)   | 7.000   | 9.550   |        | 16.550 | 7.200   | 9.400   |        | 16.600 | 16.575 |
| Médaille d'argent  | Flavius Koczi (ROU)       | 7.000   | 9.375   |        | 16.375 | 7.000   | 9.300   |        | 16.300 | 16.337 |
| Médaille de bronze | Anton Golotsutskov (RUS)  | 7.000   | 9.375   |        | 16.375 | 7.000   | 9.200   |        | 16.200 | 16.287 |
| 4                  | Matthias Fahrig (GER)     | 7.000   | 8.925   | 0.1    | 15.825 | 6.600   | 9.275   |        | 15.875 | 15.850 |
| 5                  | Thomas Bouhail (FRA)      | 7.000   | 8.350   | 0.1    | 15.250 | 7.000   | 9.300   |        | 16.300 | 15.775 |
| 6                  | Isaac Botella Perez (ESP) | 6.600   | 9.200   |        | 15.800 | 6.600   | 9.000   | 0.1    | 15.500 | 15.650 |
| 7                  | Ri Se-gwang (PRK)         | 7.200   | 8.375   |        | 15.575 | 7.000   | 9.125   | 0.4    | 15.725 | 15.650 |
| 8                  | Jeffrey Wammes (NED)      | 6.600   | 9.350   |        | 15.950 | 6.600   | 8.300   |        | 14.900 | 15.425 |

#### Barres parallèles
| Rang               | Gymnaste                   | Score D | Score E | Pén. | Total  |
| ------------------ | -------------------------- | ------- | ------- | ---- | ------ |
| Médaille d'or      | Wang Guanyin (CHN)         | 7.000   | 8.950   |      | 15.950 |
| Médaille d'argent  | Feng Zhe (CHN)             | 6.900   | 8.875   |      | 15.775 |
| Médaille de bronze | Kazuhito Tanaka (JPN)      | 6.400   | 9.100   |      | 15.500 |
| 4                  | Vassílios Tsolakídis (GRE) | 6.300   | 9.050   |      | 15.350 |
| 5                  | Yoo Won-chul (KOR)         | 6.700   | 8.600   |      | 15.300 |
| 6                  | Epke Zonderland (NED)      | 6.100   | 9.025   |      | 15.125 |
| 7                  | Pham Phuoc Hung (VIE)      | 5.900   | 8.575   |      | 14.475 |
| 8                  | Adam Kierzowski (POL)      | 6.300   | 8.025   |      | 14.325 |

#### Barre fixe
| Rang               | Gymnaste                   | Score D | Score E | Pén. | Total  |
| ------------------ | -------------------------- | ------- | ------- | ---- | ------ |
| Médaille d'or      | Zou Kai (CHN)              | 7.500   | 8.650   |      | 16.150 |
| Médaille d'argent  | Epke Zonderland (NED)      | 7.300   | 8.525   |      | 15.825 |
| Médaille de bronze | Igor Cassina (ITA)         | 6.700   | 8.925   |      | 15.625 |
| 4                  | Danell Leyva (USA)         | 7.000   | 8.600   |      | 15.600 |
| 5                  | Aljaz Pegan (SVN)          | 7.000   | 8.500   |      | 15.500 |
| 6                  | Kohei Uchimura (JPN)       | 6.400   | 8.775   |      | 15.175 |
| 7                  | Aliaksandr Tsarevich (BLR) | 6.000   | 8.375   |      | 14.375 |
| 8                  | Jonathan Horton (USA)      | 6.700   | 6.550   |      | 13.250 |

### Femmes

#### Concours général individuel
| Rang               | Gymnaste                            | Saut   | Barres asymétriques | Poutre | Sol    | Total  |
| ------------------ | ----------------------------------- | ------ | ------------------- | ------ | ------ | ------ |
| Médaille d'or      | Bridget Sloan (USA)                 | 14.825 | 14.800              | 14.000 | 14.200 | 57.825 |
| Médaille d'argent  | Rebecca Bross (USA)                 | 14.525 | 15.075              | 15.300 | 12.875 | 57.775 |
| Médaille de bronze | Koko Tsurumi (JPN)                  | 13.600 | 15.050              | 14.800 | 13.725 | 57.175 |
| 4                  | Lauren Mitchell (AUS)               | 14.400 | 13.625              | 15.100 | 14.025 | 57.150 |
| 5                  | Youna Dufournet (FRA)               | 14.300 | 14.600              | 14.450 | 13.300 | 56.650 |
| 6                  | Yang Yilin (CHN)                    | 14.700 | 13.950              | 14.225 | 13.700 | 56.575 |
| 7                  | Ana Porgras (ROU)                   | 13.675 | 14.675              | 14.125 | 14.025 | 56.500 |
| 8                  | Ariella Kaeslin (SUI)               | 15.125 | 13.875              | 13.500 | 13.425 | 55.925 |
| 9                  | Anamaria Tamirjan (ROU)             | 14.275 | 13.625              | 14.125 | 13.600 | 55.625 |
| 10                 | Ekaterina Kurbatova (RUS)           | 14.625 | 14.700              | 12.850 | 13.300 | 55.475 |
| 11                 | Deng Linlin (CHN)                   | 14.225 | 13.900              | 13.500 | 13.600 | 55.225 |
| 12                 | Elsa García Rodriguez Blancas (MEX) | 13.975 | 14.175              | 13.400 | 13.325 | 54.875 |
| 13                 | Ksenia Semenova (RUS)               | 13.400 | 13.250              | 14.225 | 13.650 | 54.525 |
| 14                 | Bruna Kuroiwa Yamamoto Leal (BRA)   | 14.050 | 13.500              | 13.250 | 13.275 | 54.075 |
| 15                 | Pauline Morel (FRA)                 | 13.725 | 13.900              | 13.175 | 13.050 | 53.850 |
| 16                 | Rebecca Downie (GBR)                | 14.500 | 13.600              | 12.150 | 13.525 | 53.775 |
| 17                 | Kim Un Hyang (PRK)                  | 13.400 | 13.075              | 14.550 | 12.600 | 53.625 |
| 18                 | Rebecca Wing (GBR)                  | 13.950 | 13.300              | 13.600 | 12.550 | 53.400 |
| 19                 | Brittany Rogers (CAN)               | 13.900 | 13.650              | 12.600 | 12.925 | 53.075 |
| 20                 | Paola Galante (ITA)                 | 13.200 | 13.025              | 13.625 | 13.175 | 53.025 |
| 21                 | Veronica Wagner (SWE)               | 13.725 | 12.075              | 13.850 | 12.800 | 52.450 |
| 22                 | Miki Uemura (JPN)                   | 13.325 | 12.800              | 12.200 | 12.750 | 51.075 |
| 23                 | Kim Bui (GER)                       | 13.550 | 11.575              | 13.100 | 12.250 | 50.475 |
| 24                 | Mayra Kroonen (NED)                 | 13.100 | 11.525              | 12.075 | 13.200 | 49.900 |

#### Saut de cheval
| Rang               | Gymnaste                            | Saut 1  | Saut 1  | Saut 1 | Saut 1 | Saut 2  | Saut 2  | Saut 2 | Saut 2 | Total  |
| Rang               | Gymnaste                            | Score D | Score E | Pén.   | Score  | Score D | Score E | Pén.   | Score  | Total  |
| ------------------ | ----------------------------------- | ------- | ------- | ------ | ------ | ------- | ------- | ------ | ------ | ------ |
| Médaille d'or      | Kayla Williams (USA)                | 6.3     | 8.900   |        | 15.200 | 5.8     | 9.175   |        | 14.975 | 15.087 |
| Médaille d'argent  | Ariella Kaeslin (SUI)               | 6.3     | 8.775   |        | 15.075 | 5.3     | 8.775   | 0.1    | 13.975 | 14.525 |
| Médaille de bronze | Youna Dufournet (FRA)               | 5.3     | 8.975   |        | 14.275 | 5.6     | 9.025   |        | 14.625 | 14.450 |
| 4                  | Ekaterina Kurbatova (RUS)           | 5.8     | 8.925   |        | 14.725 | 5.6     | 8.450   | 0.1    | 13.950 | 14.337 |
| 5                  | Hong Un Jong (PRK)                  | 6.5     | 8.025   | 0.1    | 14.425 | 6.5     | 7.700   | 0.1    | 14.100 | 14.262 |
| 6                  | Anna Myzdrikova (RUS)               | 5.6     | 8.775   | 0.1    | 14.275 | 5.8     | 8.475   | 0.1    | 14.175 | 14.225 |
| 7                  | Brittany Rogers (CAN)               | 5.8     | 8.625   |        | 14.425 | 5.6     | 8.475   | 0.1    | 13.975 | 14.200 |
| 8                  | Elsa Garcia Rodriguez Blancas (MEX) | 5.3     | 8.800   | 0.1    | 14.000 | 5.2     | 7.475   | 0.1    | 12.575 | 13.287 |

#### Barres asymétriques

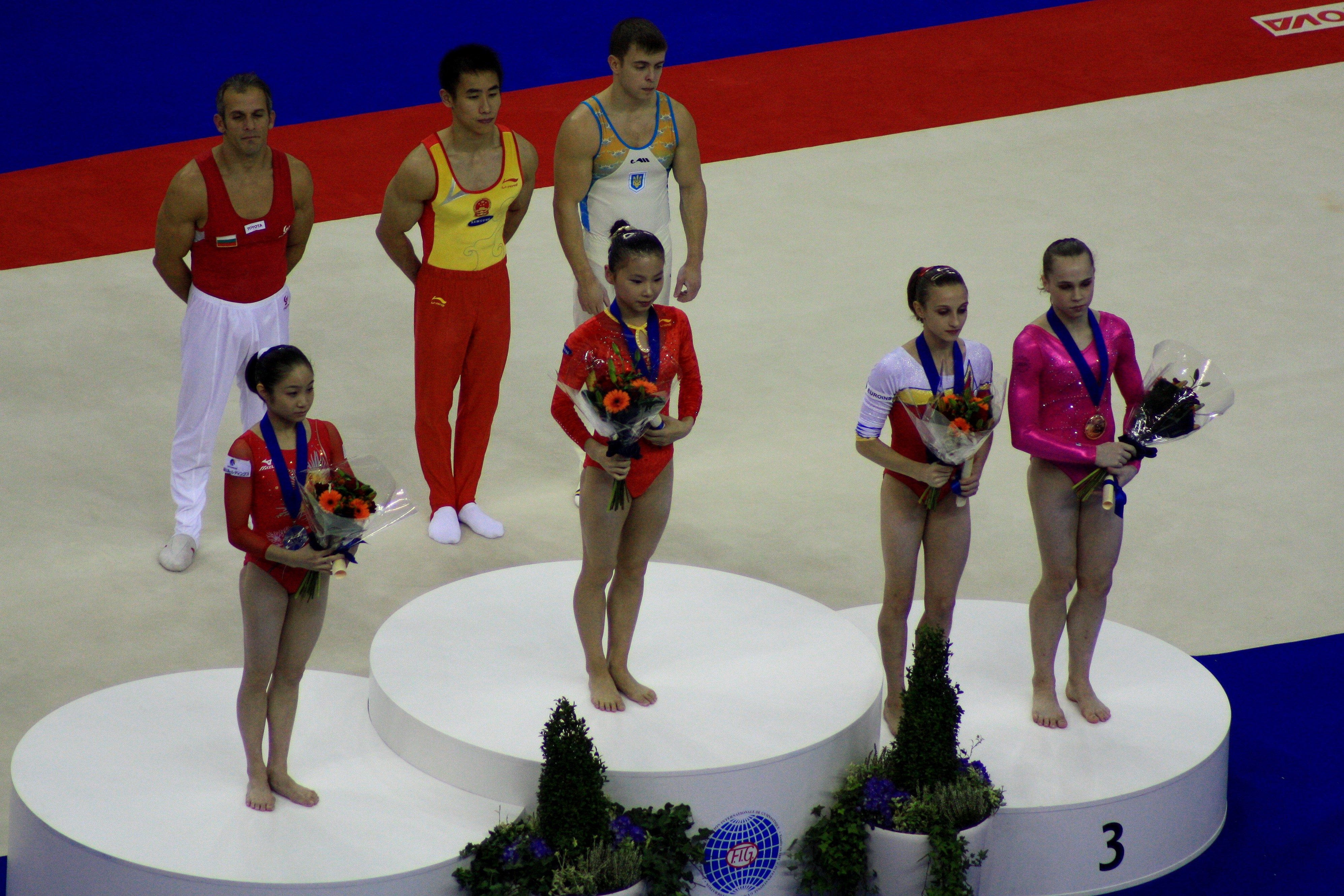
Podium des barres asymétriques

| Rang               | Gymnaste               | Score D | Score E | Pén. | Total  |
| ------------------ | ---------------------- | ------- | ------- | ---- | ------ |
| Médaille d'or      | He Kexin (CHN)         | 7.1     | 8.900   |      | 16.000 |
| Médaille d'argent  | Koko Tsurumi (JPN)     | 6.2     | 8.675   |      | 14.875 |
| Médaille de bronze | Ana Porgras (ROU)      | 6.3     | 8.375   |      | 14.675 |
| Médaille de bronze | Rebecca Bross (USA)    | 6.2     | 8.475   |      | 14.675 |
| 5                  | Cha Yong Hwa (PRK)     | 6.3     | 8.350   |      | 14.650 |
| 6                  | Bridget Sloan (USA)    | 5.9     | 8.700   |      | 14.600 |
| 7                  | Larrissa Miller (AUS)  | 5.9     | 8.675   |      | 14.575 |
| 8                  | Serena Licchetta (ITA) | 5.1     | 6.850   |      | 11.950 |

#### Poutre

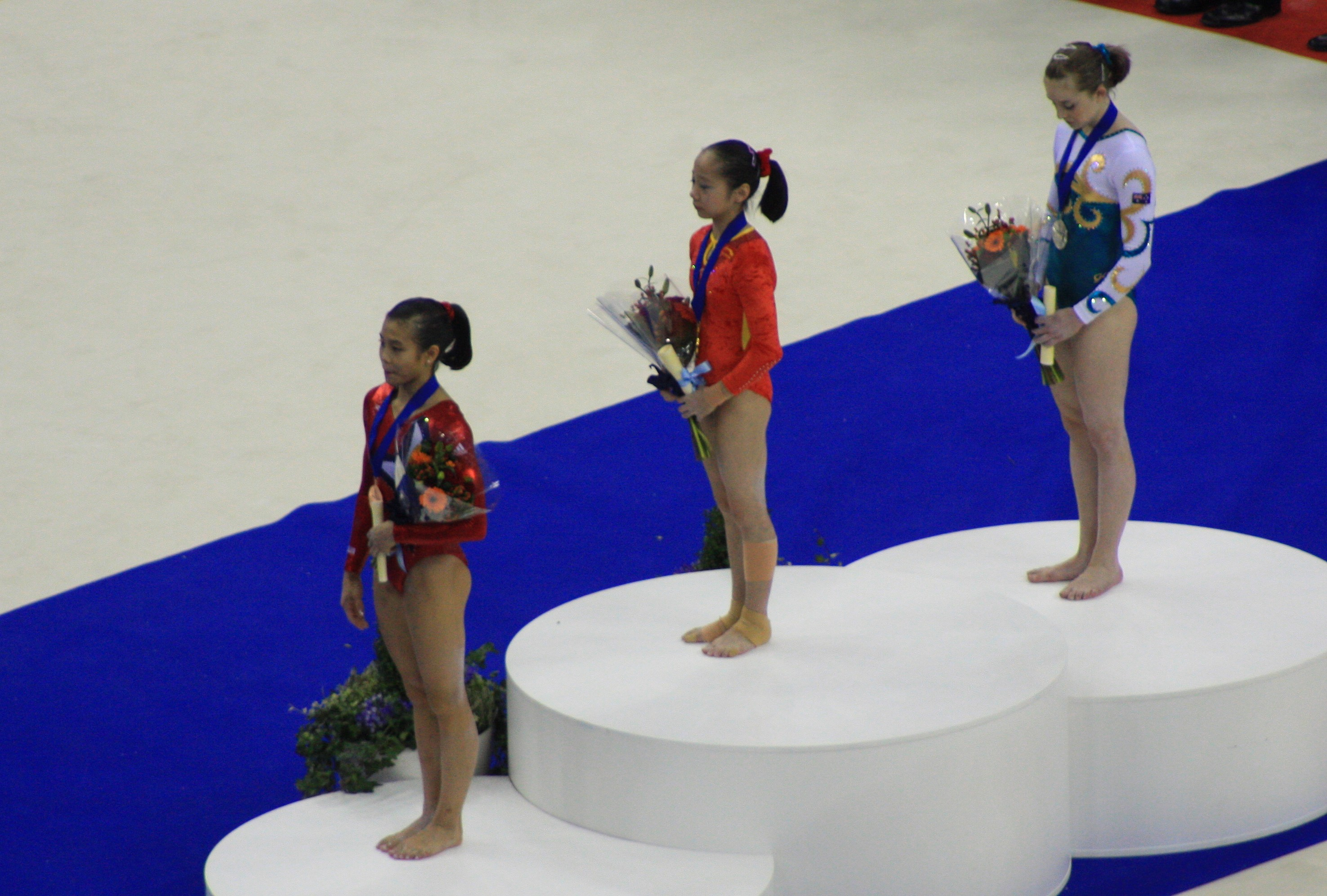
Podium de la poutre

| Rang               | Gymnaste                  | Score D | Score E | Pén. | Total  |
| ------------------ | ------------------------- | ------- | ------- | ---- | ------ |
| Médaille d'or      | Deng Linlin (CHN)         | 6.400   | 8.600   |      | 15.000 |
| Médaille d'argent  | Lauren Mitchell (AUS)     | 6.300   | 8.575   |      | 14.875 |
| Médaille de bronze | Ivana Hong (USA)          | 6.000   | 8.550   |      | 14.550 |
| 4                  | Kim Un Hyang (PRK)        | 6.000   | 8.450   |      | 14.450 |
| 5                  | Elisabetta Preziosa (ITA) | 5.800   | 8.400   |      | 14.200 |
| 6                  | Koko Tsurumi (JPN)        | 5.700   | 8.500   | 0.1  | 14.100 |
| 7                  | Ana Porgras (ROU)         | 6.400   | 7.025   |      | 13.425 |
| 8                  | Yang Yilin (CHN)          | 5.600   | 7.525   |      | 13.125 |

#### Sol
| Rang               | Gymnaste                 | Score D | Score E | Pén. | Total  |
| ------------------ | ------------------------ | ------- | ------- | ---- | ------ |
| Médaille d'or      | Elizabeth Tweddle (GBR)  | 6.100   | 8.550   |      | 14.650 |
| Médaille d'argent  | Lauren Mitchell (AUS)    | 5.800   | 8.750   |      | 14.550 |
| Médaille de bronze | Sui Lu (CHN)             | 5.700   | 8.600   |      | 14.300 |
| 4                  | Anna Myzdrikova (RUS)    | 5.900   | 8.375   |      | 14.275 |
| 5                  | Rebecca Bross (USA)      | 5.700   | 8.425   |      | 14.125 |
| 5                  | Ana Porgras (ROU)        | 5.500   | 8.625   |      | 14.125 |
| 7                  | Deng Linlin (CHN)        | 5.400   | 8.475   |      | 13.825 |
| 8                  | Jessica Gil Ortiz (COL)* | 0.900   | 2.075   |      | 2.975  |

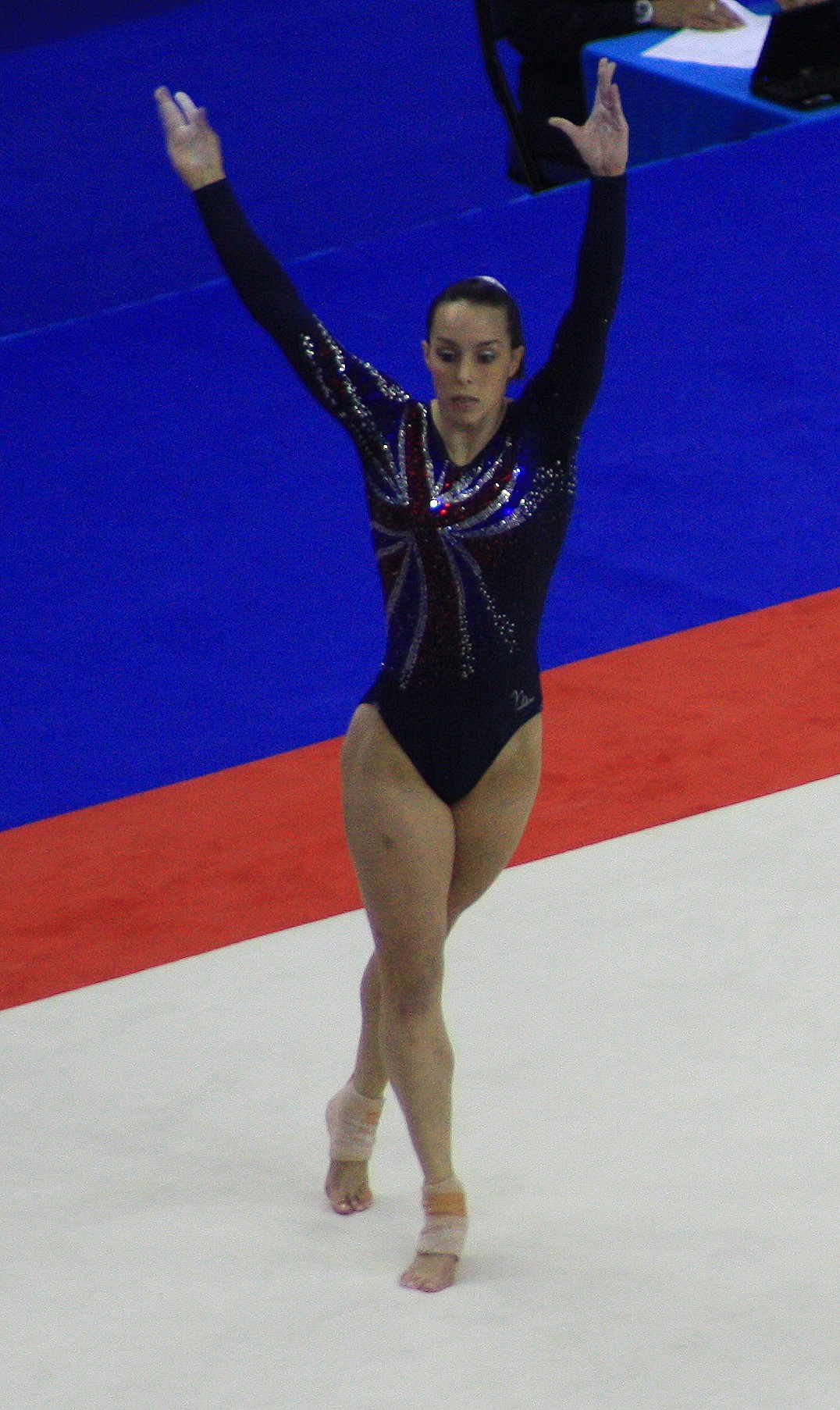
Elizabeth Tweddle lors de la finale du sol féminin

*Jessica Gil Ortiz n'a pas terminé son exercice à cause d'une lourde chute en finale lors de sa deuxième diagonale.

## Tableau des médailles
| Rang  | Nation | Or | Argent | Bronze | Total |
| ----- | ------ | -- | ------ | ------ | ----- |
| 1     | CHN    | 4  | 2      | 0      | 6     |
| 2     | ROU    | 2  | 1      | 0      | 3     |
| 3     | JPN    | 1  | 0      | 1      | 2     |
| 4     | BUL    | 0  | 1      | 0      | 1     |
| 4     | GBR    | 0  | 1      | 0      | 1     |
| 4     | HUN    | 0  | 1      | 0      | 1     |
| 4     | NED    | 0  | 1      | 0      | 1     |
| 8     | RUS    | 0  | 0      | 2      | 2     |
| 9     | ITA    | 0  | 0      | 1      | 1     |
| 9     | ISR    | 0  | 0      | 1      | 1     |
| 9     | AUS    | 0  | 0      | 1      | 1     |
| 9     | UKR    | 0  | 0      | 1      | 1     |
| TOTAL | TOTAL  | 7  | 7      | 7      | 21    |

| Rang  | Nation | Or | Argent | Bronze | Total |
| ----- | ------ | -- | ------ | ------ | ----- |
| 1     | USA    | 2  | 1      | 2      | 5     |
| 2     | CHN    | 2  | 0      | 1      | 3     |
| 3     | GBR    | 1  | 0      | 0      | 1     |
| 4     | AUS    | 0  | 2      | 0      | 2     |
| 5     | JPN    | 0  | 1      | 1      | 2     |
| 6     | SUI    | 0  | 1      | 0      | 1     |
| 7     | FRA    | 0  | 0      | 1      | 1     |
| 7     | ROU    | 0  | 0      | 1      | 1     |
| TOTAL | TOTAL  | 5  | 5      | 6      | 16    |

### Confondu
| Rang  | Nation | Or | Argent | Bronze | Total |
| ----- | ------ | -- | ------ | ------ | ----- |
| 1     | CHN    | 6  | 2      | 1      | 9     |
| 2     | USA    | 2  | 1      | 2      | 5     |
| 3     | ROU    | 2  | 1      | 1      | 4     |
| 4     | JPN    | 1  | 1      | 2      | 4     |
| 5     | GBR    | 1  | 1      | 0      | 2     |
| 6     | AUS    | 0  | 2      | 1      | 3     |
| 7     | BUL    | 0  | 1      | 0      | 1     |
| 7     | HUN    | 0  | 1      | 0      | 1     |
| 7     | SUI    | 0  | 1      | 0      | 1     |
| 7     | NED    | 0  | 1      | 0      | 1     |
| 11    | RUS    | 0  | 0      | 2      | 2     |
| 12    | FRA    | 0  | 0      | 1      | 1     |
| 12    | ISR    | 0  | 0      | 1      | 1     |
| 12    | UKR    | 0  | 0      | 1      | 1     |
| 12    | ITA    | 0  | 0      | 1      | 1     |
| TOTAL | TOTAL  | 12 | 12     | 13     | 37    |